# هایل هیتلر (ترانه)
«هایل هیتلر» (به انگلیسی: Heil Hitler) که با عنوان جایگزین «نیگا هایل هیتلر» (به انگلیسی: Nigga Heil Hitler) یا با حروف اول عنوان ترانه «HH» نیز شناخته می‌شود، ترانه‌ای از رپر آمریکایی کانیه وست است. این ترانه به‌طور مستقل در ۸ مه ۲۰۲۵، به عنوان سومین تک‌ترانه از آلبوم استودیویی در شرف انتشار او، دیوث، منتشر شد. این ترانه شامل صدای خواننده‌های دیگری از گروه وست، یعنی هولیگانز است.
این ترانه به دلیل یهودستیزی و ستایش آدولف هیتلر با واکنش‌های منفی و خشم و محکومیت از سوی منتقدان مواجه شد. به دلیل ماهیت و موضوع بحث‌برانگیزش، این ترانه از تمام پلتفرم‌های پخش دیجیتال اصلی ممنوع شده است. یک نسخهٔ بی‌کلام با عنوان «سمفونی هایل» در ۱۴ مه ۲۰۲۵ به جای آن آپلود شد.

## پیشینه
«هایل هیتلر» پیش از انتشار در فهرست ترانه‌های دی‌جی آکادمیکس، یک شخصیت رسانه‌ای، در ۳ آوریل ۲۰۲۵ قرار داشت. این ترانه چندین بار در طول پخش زنده توسط وست در ماه بعد پخش شد و پیشرفت در توسعه آلبوم دیوث را نشان داد. نکته قابل توجه این است که نسخه‌های اولیه این ترانه حاوی جمله‌ای خطاب به رپر دریک، بوده است: «نیگاها آنقدر مثل همجنس‌گراها رفتار می‌کنند که فکر می‌کنم دریک باشند.» دیجیتال ناس، که روی این ترانه کار کرده است، گفت که این «ترانه سال» است.

## انتشار
وست ترانه «هایل هیتلر» را از طریق یک موزیک ویدیو که در حساب کاربری ایکس خود در ۸ مه ۲۰۲۵ منتشر کرد. این ویدئو انباری خالی از مردان سیاه‌پوست را نشان می‌دهد که در صفوف نظامی ایستاده‌اند، خود را در پوست حیوانات پوشانده‌اند و حرکات هولیگان‌ها را تقلید می‌کنند. تا ماه مه ۲۰۲۵، این ترانه همچنان در X موجود بود اما از پلتفرم‌های پخش موسیقی مانند اپل میوزیک، اسپاتیفای، یوتیوب و ساندکلود حذف و ممنوع شده است. وست اظهار داشته است که این ترانه «توسط همه پلتفرم‌های پخش دیجیتال ممنوع شده است». سخنگویانی در ردیت و یوتیوب به ان‌بی‌سی نیوز گفتند که این پلتفرم‌ها در تلاشند تا آپلودهای این ترانه و پست‌های تبلیغ‌کننده آن را حذف کنند.
موزیک ویدیوی این ترانه در آلمان محدود و غیرقابل مشاهده است. بخش 86a از قانون جزای آلمان انتشار نمادهای نازی را ممنوع کرده و مجازات آن تا سه سال زندان یا جریمه نقدی است.
روزنامه جروزالم پست خاطرنشان کرد که تاریخ انتشار ترانه در ۸ مه، روز آزادی، روز پیروزی در اروپا و به مناسبت شکست آلمان نازی بود.

## ترکیب
این ترانه دارای یک قطعهٔ بی‌کلام ارکسترال و سینث سنگین، از جمله درام‌هایی به سبک گروه‌های مارش در طول بریج آن است. در شروع ترانه، وست و گروهش، هولیگان‌ها، شعار می‌دهند: «همه نیگاهای من نازی هستند، نیگا درود بر هیتلر». بیت اول وست به جزئیات وضعیت فعلی زندگی‌اش، از جمله نبرد او برای حضانت فرزند و مسدود شدن دارایی‌هایش می‌پردازد و از آنها به عنوان توجیهی برای «تبدیل شدن به یک نازی» استفاده می‌کند. این ترانه با صدایی برگرفته از سخنرانی آدولف هیتلر در سال ۱۹۳۶ به پایان می‌رسد. این سخنرانی به زبان آلمانی است و ترجمه آن به شرح زیر است:
«اگر کاری که انجام می‌دهم را درست می‌دانید، اگر فکر می‌کنید که من کوشا بوده‌ام، کار کرده‌ام، امسال از شما حمایت کرده‌ام، وقتم را صادقانه صرف خدمت به مردمم کرده‌ام، پس رأی خود را بدهید! اگر چنین است، پس همان‌طور که من از شما حمایت کرده‌ام، از من حمایت کنید!»

## بازخورد
این ترانه با واکنش‌های منفی منتقدان مواجه شد، از جمله به دلیل یهودستیزی و ستایش آدولف هیتلر، مورد خشم و محکومیت آنها قرار گرفت.

## یادداشت
1. ↑  All my niggas Nazis, nigga, heil Hitler